# 近藤久春
近藤 久春（こんどう ひさはる、1964年5月9日 - ）は、競技麻雀のプロ雀士。
秋田県出身。日本プロ麻雀連盟所属。団体内での段位は八段（2024年現在）。
向ケ丘遊園で「麻雀いちごみるく」を経営。

## 人物・雀風
- 愛称は、「ダンディ」。
- 押し引きのバランスが独特であるとよく解説からは言われており、そのオリジナルの手順から生まれる強烈なアガリは通称近藤スペシャルと呼ばれる。
- 瀬戸熊直樹からは「Mリーグに選ばれていない連盟Aリーガーの中で最も厄介な存在かもしれない」と紹介された。
- 鳳凰位決定戦や数々のタイトル戦の決勝に数多く進出しているものの未だ戴冠歴は無く、いわゆる「無冠の帝王」である。
- キャッチフレーズは「魔道クロウラー」
- 趣味は岩盤浴、パチンコ
- 2023年6月より開催されるMトーナメント2023に出場する[3]。